# كيوري
كيوري (مواليد 12 ديسمبر 1986)  هي ممثلة ومغنية كورية جنوبية وهي كانت عضوة في فرقة تي آرا الغنائية.

## روابط خارجية
- كيوري على موقع IMDb (الإنجليزية)
- كيوري على موقع ميوزك برينز (الإنجليزية)
- كيوري على موقع ديسكوغز (الإنجليزية)
- كيوري على موقع قاعدة بيانات الفيلم (الإنجليزية)